# Screen Actors Guild Awards 2001
La settima cerimonia del Premio SAG si è svolta l'11 marzo 2001.

## Cinema

### Migliore attore protagonista
- Benicio del Toro – Traffic
- Jamie Bell – Billy Elliot
- Russell Crowe – Il gladiatore (Gladiator)
- Tom Hanks – Cast Away
- Geoffrey Rush – Quills - La penna dello scandalo (Quills)

### Migliore attrice protagonista
- Julia Roberts – Erin Brockovich - Forte come la verità (Erin Brockovich)
- Joan Allen – The Contender
- Juliette Binoche – Chocolat
- Ellen Burstyn – Requiem for a Dream
- Laura Linney – Conta su di me (You Can Count on Me)

### Migliore attore non protagonista
- Albert Finney – Erin Brockovich - Forte come la verità
- Jeff Bridges – The Contender
- Willem Dafoe – L'ombra del vampiro (Shadow of the Vampire)
- Gary Oldman – The Contender
- Joaquin Phoenix – Il gladiatore

### Migliore attrice non protagonista
- Judi Dench – Chocolat
- Kate Hudson – Quasi famosi (Almost Famous)
- Frances McDormand – Quasi famosi
- Julie Walters – Billy Elliot
- Kate Winslet – Quills - La penna dello scandalo

### Miglior cast
- Traffic
Steven Bauer, Benjamin Bratt, James Brolin, Don Cheadle, Erika Christensen, Clifton Collins Jr., Benicio del Toro, Michael Douglas, Miguel Ferrer, Albert Finney, Topher Grace, Luis Guzmán, Amy Irving, Tomas Milian, D.W. Moffett, Dennis Quaid, Peter Riegert, Jacob Vargas, Catherine Zeta-Jones
- Billy Elliot
Jamie Bell, Jamie Draven, Gary Lewis, Julie Walters
- Chocolat
Juliette Binoche, Leslie Caron, Judi Dench, Johnny Depp, Alfred Molina, Carrie-Anne Moss, Hugh O'Conor, Lena Olin, Peter Stormare, John Wood
- Il gladiatore
Russell Crowe, Richard Harris, Djimon Hounsou, Derek Jacobi, Connie Nielsen, Joaquin Phoenix, Oliver Reed
- Quasi famosi
Fairuza Balk, Billy Crudup, Patrick Fugit, Philip Seymour Hoffman, Kate Hudson, Jason Lee, Frances McDormand, Anna Paquin, Noah Taylor

## Televisione

### Migliore attore in un film televisivo o miniserie
- Brian Dennehy – Death of a Salesman
- Alec Baldwin – Il processo di Norimberga (Nuremberg)
- Brian Cox – Il processo di Norimberga
- Danny Glover – Freedom Song
- John Lithgow – Don Chisciotte (Don Quixote)
- James Woods – Dirty Pictures

### Migliore attrice in un film televisivo o miniserie
- Vanessa Redgrave – Women (If These Walls Could Talk 2)
- Stockard Channing – The Truth About Jane
- Judi Dench – The Last of the Blonde Bombshells
- Sally Field – David Copperfield
- Elizabeth Franz – Death of a Salesman

### Migliore attore in una serie drammatica
- Martin Sheen – West Wing - Tutti gli uomini del Presidente (The West Wing)
- Tim Daly – Il fuggitivo (The Fugitive)
- Anthony Edwards – E.R. - Medici in prima linea (ER)
- Dennis Franz – NYPD - New York Police Department
- James Gandolfini – I Soprano (The Sopranos)

### Migliore attrice in una serie drammatica
- Allison Janney – West Wing - Tutti gli uomini del Presidente
- Gillian Anderson – X-Files (The X-Files)
- Edie Falco – I Soprano
- Sally Field – E.R. - Medici in prima linea
- Lauren Graham – Una mamma per amica (Gilmore Girls)
- Sela Ward – Ancora una volta (Once and Again)

### Migliore attore in una serie commedia
- Robert Downey Jr. – Ally McBeal
- Kelsey Grammer – Frasier
- Sean Hayes – Will & Grace
- Peter MacNicol – Ally McBeal
- David Hyde Pierce – Frasier

### Migliore attrice in una serie commedia
- Sarah Jessica Parker – Sex and the City
- Calista Flockhart – Ally McBeal
- Jane Kaczmarek – Malcolm (Malcolm in the Middle)
- Debra Messing – Will & Grace
- Megan Mullally – Will & Grace

### Migliore cast in una serie drammatica
- West Wing - Tutti gli uomini del Presidente
Dulé Hill, Allison Janney, Moira Kelly, Rob Lowe, Janel Moloney, Richard Schiff, Martin Sheen, John Spencer, Bradley Whitford
- E.R. - Medici in prima linea
Anthony Edwards, Laura Innes, Alex Kingston, Eriq La Salle, Julianna Margulies, Kellie Martin, Paul McCrane, Michael Michele, Ming-Na, Erik Palladino, Maura Tierney, Goran Višnjić, Noah Wyle
- Law & Order
Angie Harmon, Steven Hill, Jesse L. Martin, S. Epatha Merkerson, Jerry Orbach, Sam Waterston, Dianne Wiest
- The Practice
Michael Badalucco, Lara Flynn Boyle, Lisa Gay Hamilton, Steve Harris, Steve Harris, Camryn Manheim, Dylan McDermott, Marla Sokoloff, Kelli Williams
- I Soprano
Lorraine Bracco, Dominic Chianese, Drea de Matteo, Edie Falco, James Gandolfini, Robert Iler, Michael Imperioli, Nancy Marchand, Vincent Pastore, David Proval, Jamie Lynn Sigler, Tony Sirico, Aida Turturro, Steven Van Zandt

### Migliore cast in una serie commedia
- Will & Grace
Sean Hayes, Eric McCormack, Debra Messing, Shelley Morrison, Megan Mullally
- Ally McBeal
Lisa Nicole Carson, Portia De Rossi, Robert Downey Jr., Calista Flockhart, Greg Germann, Jane Krakowski, James LeGros, Lucy Liu, Peter MacNicol, Vonda Shepard
- Frasier
Peri Gilpin, Kelsey Grammer, David Hyde Pierce, Jane Leeves, John Mahoney
- Friends
Jennifer Aniston, Courtney Cox, Lisa Kudrow, Matt LeBlanc, Matthew Perry, David Schwimmer
- Sex and the City
Kim Cattrall, Kristin Davis, Cynthia Nixon, Sarah Jessica Parker

## SAG Annual Life Achievement Award
- Ossie Davis e Ruby Dee